# Euagoras I
Euagoras I (Oudgrieks: Εὐαγόρας / Euagóras) (ca. 435 v.Chr. - 374 v.Chr.) was de koning van Salamis (411 - 374 v.Chr.) op het eiland Cyprus.

## Jeugd
Hij was een zoon van Nikokleos, een voormalig koning van Salamis, en voerde zijn afstamming terug op Teukros, halfbroer van Ajax, zoon van Telamon, terug en zijn familie vormde reeds lang het koningsreis van Salamis, hoewel de macht in Salamis tijdens zijn kinderjaren door een Fenicisch usurpator was overgenomen.

## Regering
Terwijl hij in Cilicië verbleef, verzamelde Euagoras de steun van 50 aanhangers en keerde in 410 in het geheim terug, om de troon te heroveren. Nadat hij de macht overgenomen had - zonder al te veel enthousiasme van zijn nieuwe onderdanen -, heerste Euagoras over een stad, waarvan de bevolking van Grieks en Fenicische afkomst was. Hoewel hij koning van Salamis was, was hij net zoals alle ander heersers op Cyprus een vazal van de Perzische grootkoning. Hij was ook een groot bewonderaar van Athene.

### Eerste helft van zijn regering (411 tot 391v.Chr.)
In de eerste helft van zijn regering (411 tot 391 v. Chr.) vestigde hij vooral zijn heerschappij – een polis-achtige structuur is echter niet terug te vinden – in Salamis en poogde zelfs zijn macht over heel het eiland uit te breiden. Dit gebeurde echter niet zonder de goedkeuring van de Perzen. Omdat hij dan ook een eventuele Perzische reactie verwachtte om Cyprus te heroveren, cultiveerde hij zijn vriendschap met de Atheners. Hij ondersteunde de Atheense aristocraat Konon, die in 405 v.Chr. na de nederlaag bij Aigospotamoi bij hem onderdak had gevonden, bij diens voorbereidingen op een oorlog tegen Sparta. Zo zorgde hij ervoor dat Artaxerxes II Sparta uitriep tot staatsvijand van Perzië en aldus een medestander van Athene werd. Hij nam in 394 v.Chr. deel aan de slag bij Knidos, waarbij de Spartaanse vloot werd verslagen, en voor deze dienst werd zijn standbeeld door Atheners in Kerameikos zij aan zij geplaatst met dat van Konon. Toch weigerden de Perzen Euagoras' streven naar de heerschappij over heel Cyprus toe te laten omwille van strategische overwegingen. Ze wilden Cyprus niet in de handen van een alleenheerser zien.

### Tweede helft van zijn regering (391-380 of 379v.Chr.)
Daarom kwam het in de tweede helft van zijn regering to een anti-Perzische opstand (391-380 of 379 v. Chr.). Daarbij ging hij een bondgenootschap aan met Athene en Akoris van Egypte, waarop de Atheners in 388 v.Chr. hun generaal Chabrias naar Cyprus stuurden met 800 peltasten. Nadat Euagoras zijn machtsbereik over het grootste deel van Cyprus had uitgebreid, stak hij over naar Klein-Azië. Hij nam vervolgens verscheidene steden in Fenicië in en slaagde erin de Ciliciërs in opstand te brengen. Voortaan stonden Fenicië en Cilicië onder zijn bescherming. Een resultaat van de Vrede van Antalcidas (387 v.Chr.), die Euagoras weigerde te aanvaarden, was dat de Atheners hun steun terugtrokken, aangezien zij door de voorwaarden van deze vrede de heerschappij van Perzië over Cyprus erkenden. Daarom zou Euagoras de volgende tien jaar op zijn eentje de vijandigheden voortzetten, waarbij hij soms hulp kreeg vanuit Egypte, dat zelf door de Perzen werd bedreigd. De Perzische generaals Tiribazus en Orontes vielen uiteindelijk in 381 v.Chr. Cyprus binnen, met een veel groter leger dan dat van Euagoras. Euagoras slaagde er echter in om deze strijdmacht van haar bevoorrading af te snijden, waarop de verhongerende troepen aan het muiten sloegen. Toen de Perzen echter de vloot van Euagoras in de slag bij Kition hadden vernietigd, werd Eugaros te vluchten naar Salamis, dat daarop werd belegerd. Hier, hoewel in het nauw gedreven, slaagde Euagoras erin stand te houden, en voordeel te halen uit een ruzie tussen de twee Perzische generaals om een vrede te sluiten (376 v.Chr.). Euagoras behield het stadkoninkrijk van Salamis, maar werd verplicht een vazal te worden van Perzië, waaraan hij een jaarlijkse tribuut moest betalen.
De chronologie van het laatste deel van zijn regering is onzeker. Hij zou tot in 374/373 v.Chr. regeren, toen hij door de eunuch Thrasydaios werd vermoord. Samen met hem werd ook zijn zoon en troonopvolger Pnytagoras gedood. Zijn opvolger werd Nicocles, een van zijn andere zonen.

## Portrettering door Isokrates en in andere bronnen
Isocrates stiliseerde Euagoras tot een Griekse patriot en cultuurbrenger voor de „verbarbariseerde“ Feniciërs. Hij had, anders dan Isokrates het beschrijft, niet de versterking van het Griekse en een verzwakking van het Fenicische element op Cyprus tot doel en zag ook de Perzen niet als een soort erfvijand. Waarschijnlijk was deze positieve portrettering door Isokrates bedoeld als een ideaal en voorbeeld voor Nicocles, de zoon van Euagoras, die reeds neigde naar een hellenistische heersers- en levensstijl. Andere eigentijdse bronnen - Diodorus, XIV 115, XV 2-9; Xenophon, Hellenika IV 8 - zijn bovendien niet geheel vleiend, wat de overdrijvingen in Isokrates' lofredes bevestigt.